# Chthonius lesnik
Chthonius lesnik är en spindeldjursart som beskrevs av Bozidar P.M. Curcic 1994. Chthonius lesnik ingår i släktet Chthonius och familjen käkklokrypare. Inga underarter finns listade i Catalogue of Life.